# ISM
Частотний діапазон ISM (англ. industrial, scientific and medical) є тією частиною радіочастотного спектра загального призначення, яка може бути використана без ліцензування.

## Вимоги до продуктів
Єдина вимога для розроблюваних продуктів в ISM-діапазоні - це відповідність нормам, які встановлюються регулюючими органами для даної частини частотного спектра. Ці правила розрізняються в різних країнах. У США норми встановлює Федеральна комісія із зв'язку (Federal Communication Commission, FCC) а в Європі - Європейський інститут стандартів з телекомунікацій (European Telecommunication Standards Institute, ETSI).

## Характеристики приладів
Системи, спроектовані для роботи в ISM-діапазоні, характеризуються малим енергоспоживанням і низькою швидкістю передачі даних. Проте останнім часом швидкість передачі нових версій стандартів цього діапазону має тенденцію до збільшення. Найбільш часто використовуваними частотними ISM-діапазонами є 2,4-ГГц і субгігагерцові частоти. Через досить сильне перевантаження в 2,4-ГГц смузі частот останнім часом відбувається освоєння 5-ГГц діапазону. У той час як 2,4-ГГц є універсальною смугою частот, субгігагерцові діапазони, призначені для бездротових додатків з малою споживаною потужністю, в різних країнах відрізняються один від одного. У США найбільш популярним діапазоном залишається смуга частот 902 ... 928 МГц, а в Європі найбільша активність спостерігається в діапазоні 868 МГц. При розробці продуктів для ISM-діапазону важливо враховувати фундаментальні відмінності між 2,4-ГГц і субгігагерцовими діапазонами частот.
2,4-ГГц смугу частот рекомендується використовувати у випадку, коли потрібно забезпечити функціональну сумісність з іншими системами, а також якщо основною метою є робота в різних географічних областях.